# Fjallavatn
El Fjallavatn és un llac situat a l'illa de Vágar, a les illes Fèroe. Amb 1.03 km² de superfície, és el segon llac en extensió de l'arxipèlag, per darrere del Sørvágsvatn. La zona al voltant del llac és una de les poques reserves naturals de les Fèroe.

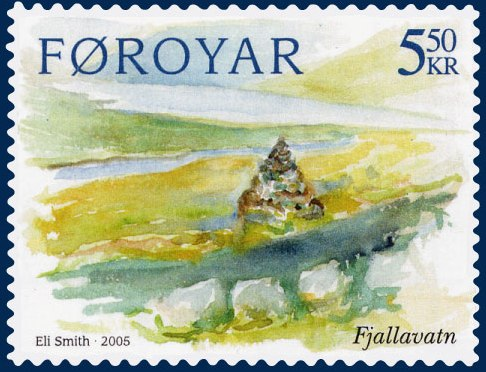
El Fjallavatn representat en un segell de 2005.

La superfície del llarc ocupa els municipis de Vágar i Sørvágur. El seu nom significa "llac de les muntanyes" (dels mots feroesos Fjalla, "muntanya", i vatn, que significa "llac") i es troba en un lloc aïllat al nord de Vágar on només s'hi pot accedir a peu per una ruta de senderisme; la ruta més curta és des de Vatnsoyrar en direcció nord.
El llac fa 2 km de llarg i desaigua cap al nord a través del curs d'aigua anomenat Reipsá fins a la cascada de Reipsàfoss, de 80 m d'alçada, que cau directament a l'Atlàntic Nord a l'est de la localitat de Víkar.
La pista de senderisme que connecta Gásadalur i Slættanes passa pel llac pel seu costat nord, mentre que la pista de Sørvágur a Slættanes passa per la riba sud, on es creua amb la pista de Vatnsoyrar. Igual que al Leitisvatn, situat més al sud, la truita alpina hi és un peix comú, cosa que fa que el llac sigui atractiu per als pescadors. Els exemplars més grans es capturen a la riba nord.